# Île Herbert
L'île Herbert (en russe : Херберт) est une île du groupe des îles des Quatre-Montagnes en Alaska (États-Unis).